# Barcea
Barcea là một xã thuộc hạt Galați, România. Dân số thời điểm năm 2002 là 6052 người.